# Красный Курыш
Красный Курыш — село в Канском районе Красноярского края. Административный центр Краснокурышинского сельсовета.

## История
Основано во 2-й четверти XVIII века, впервые упоминалось в 1735 году в записях Второй Камчатской экспедиции. По данным 1926 года состояло из 167 хозяйств, основное население — русские. Центр Курышского сельсовета Канского района Канского округа Сибирского края.

## Население
| 1926 | 2010 |
| ---- | ---- |
| 744  | ↘570 |